# 멋진 친구들 (시트콤)
《멋진 친구들》또는 《텔레비전(傳) 멋진 친구들》(Nice Guys)은 2000년 5월 1일부터 2001년 4월 27일까지 방송된 KBS 2TV 일일 시트콤이다.

## 방송 시간
| 방송 채널 | 방송 기간                         | 방송 시간                   |
| --------- | --------------------------------- | --------------------------- |
| KBS 2TV   | 2000년 5월 1일 ~ 2000년 7월 21일  | 평일 밤 8시 45분 ~ 9시 20분 |
| KBS 2TV   | 2000년 7월 24일 ~ 2001년 4월 27일 | 평일 밤 9시 15분 ~ 9시 50분 |

## 프로그램 소개
방송국 PD들의 일과 사랑에 대한 이야기를 그린 시트콤.

## 출연자

### IBC 직원
- 유재석: 유재석 PD역
- 이휘재: 이휘재 PD역
- 남희석: 남희석 PD역
- 윤혜영: 윤혜영 PD역
- 박경림: 박경림 작가역
- 이희도: 이희도 PD역
- 김하균: 김하균 작가역
- 김채연: 김채연 작가역
- 임현식: 임현식 부장(책임 프로듀서)역
- 이나영: 이나영 작가역 (2회부터 출연)
- 김종석: 김종석 FD역
- 오카베 도모아키: 토모 FD역 (6회부터 출연)

### 주변 인물
- 강래연: 임래연역
- 서승현: 유재석 PD의 어머니역
- 이경진: 임현식 부장의 아내역
- 이유진: 윤유진역
- 최은주
- 남창희
- 박은혜
- 전대병

### 특별 출연

#### 1회
- 서수민 (개그콘서트 PD)
- 자유선언 오늘은 토요일 PD들
  - 정희섭 PD
  - 이명한 PD
  - 고원석 PD
- 김영철

### 기타 단역
- 핑클: 1회, 4회 단역
- 설운도: 3회 단역
- 5회 단역
  - 임창정: 임창정역
  - 최국: 리포터 지망생역
- 이지현
  - 피자 전문점 종업원, 리포터 지망생역(5회)
  - 이지현 리포터역(8회, 11회, 21회)
  - 《해피투게더》 예고편 출연자역(8회)
  - 《해피투게더》 진행자역(11회, 21회, 25회)
- 주영훈: 《해피투게더》 진행자역(11회, 25회)
- 류시원: 류시원역(13회)
- 이계진, 신윤주, 이용식: 《TV 내무반》 진행자역(15회)
- 태진아: 19회 단역
- 유승준: 20회에서 취재 영상 속 인물로 등장.
- 강호동: 30회 단역
- 차태현: 《차태현의 인기가요》 진행자역(33회)

## 에피소드 목록

### 2000년
| 회차 | 방송일   | 부제                                    | 비고                          |
| ---- | -------- | --------------------------------------- | ----------------------------- |
| 1회  | 5월 1일  | PD가 되다                               | 유재석 PD 입사                |
| 2회  | 5월 2일  | 새 식구                                 | 이나영 작가 입사              |
| 3회  | 5월 3일  | 적과의 동거                             |                               |
| 4회  | 5월 4일  | 자존심                                  |                               |
| 5회  | 5월 5일  | 미션 임파서블 (재석의 첫 임무)          |                               |
| 6회  | 5월 8일  | 외국어가 뭐길래                         | 토모 FD 입사                  |
| 7회  | 5월 9일  | 아침에 귀가 하는 여자                   |                               |
| 8회  | 5월 10일 | 라이벌                                  |                               |
| 9회  | 5월 11일 | 그대가 곁에 있어서 나는 두렵다          |                               |
| 10회 | 5월 12일 | 수상한 임 부장                          |                               |
| 11회 | 5월 15일 | 파출부                                  |                               |
| 12회 | 5월 16일 | 복수혈전                                |                               |
| 13회 | 5월 17일 | 경림에겐 뭔가 특별한 게 있다            |                               |
| 14회 | 5월 18일 | 몸을 위하여                             |                               |
| 15회 | 5월 19일 | 너희가 군대를 아느냐?                   | 박경림 작가, 이나영 작가 휴가 |
| 16회 | 5월 22일 | 양다리 이휘재                           | 박경림 작가, 이나영 작가 휴가 |
| 17회 | 5월 23일 | 혜영 남자를 만나다                      | 박경림 작가, 이나영 작가 휴가 |
| 18회 | 5월 24일 | 이루어질 수 없는 사랑                   | 박경림 작가 복직              |
| 19회 | 5월 25일 | 김종석 PD되다                           | 이나영 작가 복직              |
| 20회 | 5월 26일 | 두 권의 일기                            | 이나영 작가 복직              |
| 21회 | 5월 29일 | 적과의 동침                             | 이나영 작가 병가              |
| 22회 | 5월 30일 | 살짜기 봅서예                           |                               |
| 23회 | 5월 31일 | TV 속으로                               |                               |
| 24회 | 6월 1일  | 사건의 진상                             | 시상품 협찬 개시              |
| 25회 | 6월 2일  | 우리의 사랑이 필요한 거죠               |                               |
| 26회 | 6월 5일  | 일요일은 쉬리                           |                               |
| 27회 | 6월 6일  | 끼리끼리                                |                               |
| 28회 | 6월 7일  | 행복은 성적순이 아니잖아요              |                               |
| 29회 | 6월 8일  | 취중본색                                |                               |
| 30회 | 6월 9일  | 그들의 실체 (밴댕이와 여우에 관한 진실) |                               |
| 31회 | 6월 12일 | 이유없는 반항                           |                               |
| 32회 | 6월 13일 | 아담의 심리                             |                               |
| 33회 | 6월 14일 | 체리 향기                               |                               |
| 34회 | 6월 15일 | 하극상                                  |                               |
| 35회 | 6월 16일 | 덫                                      |                               |
| 36회 | 6월 19일 | 여의도의 동물의 왕국                    |                               |
| 37회 | 6월 20일 | 말말말                                  |                               |
| 38회 | 6월 21일 | 바른생활 사나이                         |                               |
| 39회 | 6월 22일 | 나에겐 뭔가 특별한 것이 있다            |                               |
| 40회 | 6월 23일 | 두 얼굴의 사나이                        |                               |

## 참고 사항
- 1회부터 평일 밤 8시 45분에 방송됐지만 동시간대 방송 중인 SBS 일일 드라마 《당신은 누구시길래》와 경쟁에서 시청률 참패를 면치 못하자 2000년 7월 24일부터 밤 9시 15분으로 편성 변경됐는데 시간대가 바뀐 과정에서 '멋진 친구들 정말 재미있어야죠'는 호평을 받은 것 뿐 아니라 일반적인 시트콤의 소재로 영역을 확대했다[1].
- 한편, 이휘재, 남희석, 유재석 등을 보유한 매니지먼트사 싸이더스가 계약 기간 만료를 이유로 소속 개그맨들의 출연을 중단시켜 줄 것을 KBS에 요청함에 따라 2001년 봄 개편부터 KBS 2TV 일일 시트콤 《멋진 친구들 Ⅱ》로 바꾸고 시간대도 오후 7시 30분으로 변경했다[2].
- 아울러, 출연자 유재석이 2000년 10월 13일 촬영 도중 "그럼 망년회 때 봐요"라고 말한 장면이[3] 동료들의 비난을 받아 재촬영하기도 했다.
- 출연자 가운데 한 명인 윤혜영은 해당 프로그램이 평일 오후 8시 45분에 방송될 당시 경쟁한 SBS 일일 드라마 《당신은 누구시길래》 후속 작품 SBS 일일 드라마 《자꾸만 보고싶네》 집필자 박정주 작가의 KBS 시절 마지막 집필 드라마였던 KBS 2TV 일일 드라마 《오늘은 남동풍》[4]에서 강은희 역을 맡았다.

## 경쟁 프로그램

### SBS
- 일일 드라마
  - 《당신은 누구시길래》
  - 《자꾸만 보고싶네》
  - 《소문난 여자》
- 일일 시트콤
  - 《순풍산부인과》
  - 《웬만해선 그들을 막을 수 없다》